# Meidum
Meidum, Majdum ali Maidum (arabsko ميدوم, Medom) je arheološko najdišče v Spodnjem Egiptu, na katerem je velika piramida in več mastab,  ‎zgrajenih iz zidakov iz blata. Najdišče je približno 100 km južno od sodobnega Kaira. 

## Piramida
Za piramido v Meidumu se domneva, da je bila druga egipčanska piramida, zgrajena za Džoserjevo piramido. Graditi jo je začel morda že Huni, zadnji faraon iz Tretje dinastije, nadaljeval pa faraon Sneferu, prvi iz Četrte dinastije. Arhitekt je bil naslednik slavnega  arhitekta Imhotepa, izumitelja gradnje kamnitih piramid. Meidumska piramida se je porušila verjetno zaradi sprememb Imhotepovega načrta in dveh odločitev med samo gradnjo, da se piramida razširi. Piramida se zaradi nenavadnega videza v egipčanski arabščini imenuje  oblike el-heram el-kaddaab — psevdo piramida.
Prvotno stopničasto Meidumsko piramido so med gradnjo spremenili v pravo piramido tako, da so stopnice zapolnili z apnenčastimi vložki. Pri pravilno načrtovanih pravih piramidah je tak pristop pravilen, pri Meidunski piramidi pa se je izkazal za katastrofalno konstrukcijsko napako. Prvič – dodani zunanji  sloj je temeljil na pesku in ne na skali, kot notranji, in drugič – notranja stopničasta piramida je bila zasnovana kot dokončna. Zunanja površina piramide je bila zglajena, ploščadi stopnic pa niso bile vodoravne, ampak poševne. Zaradi teh napak se je piramida porušila morda že med gradnjo.
Franck Monnier in drugi so prepričani, da je piramida vzdržala do Novega kraljestva, čeprav  številna dejstva njihovi teoriji nasprotujejo. Zgleda, da piramida nikoli ni bila dokončana.  Od Sneferuja do Dvanajste dinastije so imele vse piramide dolino templjev, ki v Meidumu manjka. Pogrebni tempelj, ki so ga odkrili pod kršjem ob vznožju piramide, verjetno nikoli ni bil dokončan, ker so zidovi samo delno spolirani. Steni v njegovi notranjosti, na katerih so običajno imena faraonov, sta nepopisani. Pogrebna soba v notranjosti piramide je nedokončana, stene grobo obdelane, podporni stebri pa so še vedno na svojih mestih, čeprav so jih po zaključku del običajno odstranili. S piramido povezane mastabe niso bile nikoli uporabljene ali dokončane in v njih ni bilo nobenih, sicer običajnih pokopov.   In ne nazadnje so pri prvih raziskavah Meidumske piramide   pod površjem odkrili popolnoma neokrnjen kup ruševin. Kamne iz obloge piramide so ukradli šele potem, ko so jih izkopali. Vse to kaže na bolj verjetno katastrofalno kot na postopno propadanje piramide. Piramida se je podrla verjetno že med Sneferujevo vladavino, verjetno zaradi prevelikega naklona. Prevelik naklon je bil vzrok tudi za spremembo naklona dahšurske  Zlomljene piramide s  54º na 43º.
V času Napoleonove odprave v Egipt leta 1799 je imela Meidumska piramida tri stopnice. Domneva se, da je imela v 15. stoletju še vedno pet stopnic, ker jo arabski zgodovinar in pisec Al-Makrizi opisuje kot goro s petimi stopnicami, potem pa se je postopoma rušila. Mendelssohn trdi, da je njegov opis verjetno rezultat napačnega prevoda, in da je bila piramida že takrat takšna kot je zdaj.

## Izkopavanja
Meidumsko piramido so raziskovali John Shae Perring (1837), Lepsius  (1843) in Flinders Petrie (pozno 19. stoletje), ki je odkril pogrebni tempelj, obrnjen proti vzhodu. Raziskave je leta 1920 nadaljeval Ludwig Borchardt. Njemu sta sledila Alan Rowe leta 1928 in Ali el-Kholi v 70. letih 20. stoletja.
V takšnem stanju, kot je, je piramida visoka 65 m. Vhod v piramido je njeni severni strani na višini 20 m. Od vhoda vodi navzdol proti jugu 17 m dolg hodnik, ki se konča  v kratkem vodoravnem prehodu malo pod temelji piramide. Nas koncu prehoda je 3 m visok  jašek, ki se konča v pogrebni sobi. Pogrebna soba najverjetneje nikoli ni služila svojemu namenu.
Flinders Petrie je bil verjetno prvi egiptolog, ki je dognal izvirni načrt,  dimenzije in sorazmerja  piramide. Stranica dokončane piramide bi morala meriti okoli 144 m, višina pa  okoli 91,5 m. Njena sorazmerja so bila približne enaka sorazmerjem Velike piramide v Gizi, kar je omenil že Petrie v svojem poročilu o izkopavanjih leta 1892. Naklon stranskih ploskev piramide naj bi bil natančno 51,842° ali  51° 50' 35". Ta naklon so Egipčani imenovali seked in je bil enak kotu v pravokotnem trikotniku z višino 1 vatel (7 palm) in osnovnico 5½ palm, se pravi razmerju 7:5,5.

## Mastabi
Nedaleč od piramide je mastaba neznanega plemiča s pogrebno sobo, dostopna skozi tunel roparjev grobnice. Tunel je strm, izredno ozek in tesen. Na koncu tunela je dokaj prostoren hodnik in pogrebna soba s prvim znanim staroveškim  sarkofagom iz rdečega granita. 
Druga mastaba je pripadala Nefermaatu, sinu Sneferuja, ustanovitelja Četrte dinastije. Njegov kamnit sarkofag stoji v neoznačeni in neokrašeni granitni sobi. Iz nje vodi hodnik, ki je bil leta 2002 še neraziskan.